# Хајдмор
Хајдмор (њем. Heidmoor) општина је у њемачкој савезној држави Шлезвиг-Холштајн. Једно је од 95 општинских средишта округа Зегеберг. Према процјени из 2010. у општини је живјело 297 становника. Посједује регионалну шифру (AGS) 1060037.

## Географски и демографски подаци
Хајдмор се налази у савезној држави Шлезвиг-Холштајн у округу Зегеберг. Општина се налази на надморској висини од 23 метра. Површина општине износи 18,2 km². У самом мјесту је, према процјени из 2010. године, живјело 297 становника. Просјечна густина становништва износи 16 становника/km².